# Laura Bretan
Laura Bretan (Chicago, 7 de abril de 2002) é uma soprano romeno-estadunidense. Foi a vencedora da sexta temporada da série Românii au talent da TV Pro, e mais tarde colocada em sexto na temporada onze de America's Got Talent, ambos em 2016.

## Início de vida
Nasceu em Chicago, filha de pais da Romênia. Começou a cantar quando tinha seis anos. Aos oito anos começou a cantar na Igreja Pentecostal Romena Elim. Ela e seus pais são membros ativos da Igreja Pentecostal Romena de Chicago.

## Carreira
Em 2016 foi a vencedora do Românii au talent. Após esta vitória fez uma teste para a temporada onze de America's Got Talent, quando cantou "Nessun dorma" da ópera Turandot de Giacomo Puccini. Sua apresentação recebeu uma ovação de pé de Simon Cowell, Heidi Klum, Mel B e Howie Mandel; depois, Mel B apertou sua campainha dourada, enviando Bretan diretamente para as quartas de final.
Bretan se apresentou no primeiro show ao vivo em 26 de julho de 2016 e avançou para as semifinais com a votação do público. Teve outra performance bem recebida nas semifinais, mas perdeu a votação do público mais tarde e perdeu a votação "Dunkin Save". No entanto, Bretan ganhou o voto dos juízes e passou para as finais. Bretan executou "O Mio Babbino Caro" nas finais, ganhando críticas muito favoráveis dos juízes do show. "Hoje você parece uma princesa, mas esta noite você comanda o palco como uma rainha", disse Klum. Ela terminou em sexto lugar geral.
Em 2017 Bretan cantou "I Dreamed a Dream" no final da primeira temporada do Vocea României Junior. Em dezembro de 2018 foi anunciada como uma dos semifinalistas da edição de 2019 da Selecția Națională, a seleção nacional da Romênia para o Eurovision Song Contest 2019 em Tel Aviv, Israel. Ela cantou a música "Dear Father", vencendo no televoto, mas terminando em 3.º lugar no júri, sendo a segunda colocada na classificação geral.

## Vida privada
Bretan tem dupla cidadania da Romênia e dos Estados Unidos. Em outubro de 2018 apareceu em um anúncio pedindo aos romenos que apoiassem o referendo constitucional romeno de 2018, que proibiria constitucionalmente o casamento entre pessoas do mesmo sexo.